# Ben Houdremont
Ben Houdremont (* 13. Januar 1983) ist ein luxemburgischer Eishockeyspieler, der beim IHC Beaufort spielt. Seit 2016 nimmt er mit der Mannschaft an der belgischen National League Division I teil.

## Karriere
Ben Houdremont spielt seit jeher beim IHC Beaufort. Mit dem Klub aus dem Kanton Echternach spielte er zunächst in der luxemburgischen Eishockeyliga. Von 2011 bis 2016 spielte er mit seiner Mannschaft in der Rheinland-Pfalz-Liga, einer regionalen Spielklasse der fünften Leistungsstufe in Deutschland. Seit 2016 tritt er mit dem Team in der belgischen National League Division I, der zweithöchsten Spielklasse des Landes, an.

### International
Im Juniorenbereich spielte Houdremont für sein Heimatland bei der U18-D-Europameisterschaft 1998.
Für die Herren-Mannschaft des Großherzogtums nahm er an den Welttitelkämpfen der Division III 2005, 2006, 2007, 2008, 2012, 2013, 2014, als er gemeinsam mit den Bulgaren Iwan Chodulow und Stanislaw Muchatschew zweitbester Vorbereiter hinter deren Landsmann Alexej Jotow war, 2015 und 2017 teil.

## Erfolge und Auszeichnungen
- 2017 Aufstieg in die Division II, Gruppe B, bei der Weltmeisterschaft der Division III